# Lijst van gemeenten in het departement Yonne
Hieronder volgt een lijst van de 455 gemeenten (communes) in het Franse departement Yonne (departement 89).

## A
Accolay
- Aigremont
- Aillant-sur-Tholon
- Aisy-sur-Armançon
- Ancy-le-Franc
- Ancy-le-Libre
- Andryes
- Angely
- Annay-la-Côte
- Annay-sur-Serein
- Annéot
- Annoux
- Appoigny
- Arces-Dilo
- Arcy-sur-Cure
- Argentenay
- Argenteuil-sur-Armançon
- Armeau
- Arthonnay
- Asnières-sous-Bois
- Asquins
- Athie
- Augy
- Auxerre
- Avallon

## B
Bagneaux
- Baon
- Bassou
- Bazarnes
- Beaumont
- Beauvilliers
- Beauvoir
- Beine
- Bellechaume
- La Belliole
- Béon
- Bernouil
- Béru
- Bessy-sur-Cure
- Beugnon
- Bierry-les-Belles-Fontaines
- Blacy
- Blannay
- Bleigny-le-Carreau
- Bléneau
- Bœurs-en-Othe
- Bois-d'Arcy
- Bonnard
- Les Bordes
- Branches
- Brannay
- Brienon-sur-Armançon
- Brion
- Brosses
- Bussières
- Bussy-en-Othe
- Bussy-le-Repos
- Butteaux

## C
Carisey
- La Celle-Saint-Cyr
- Censy
- Cérilly
- Cerisiers
- Cézy
- Chablis
- Chailley
- Chambeugle
- Chamoux
- Champcevrais
- Champignelles
- Champigny
- Champlay
- Champlost
- Champs-sur-Yonne
- Champvallon
- Chamvres
- La Chapelle-sur-Oreuse
- La Chapelle-Vaupelteigne
- Charbuy
- Charentenay
- Charmoy
- Charny
- Chassignelles
- Chassy
- Chastellux-sur-Cure
- Châtel-Censoir
- Châtel-Gérard
- Chaumont
- Chaumot
- Chemilly-sur-Serein
- Chemilly-sur-Yonne
- Chêne-Arnoult
- Cheney
- Cheny
- Chéroy
- Chéu
- Chevannes
- Chevillon
- Chichée
- Chichery
- Chigy
- Chitry
- Cisery
- Les Clérimois
- Collan
- Collemiers
- Compigny
- Cornant
- Coulangeron
- Coulanges-la-Vineuse
- Coulanges-sur-Yonne
- Coulours
- Courgenay
- Courgis
- Courlon-sur-Yonne
- Courson-les-Carrières
- Courtoin
- Courtois-sur-Yonne
- Coutarnoux
- Crain
- Cravant
- Cruzy-le-Châtel
- Cry
- Cudot
- Cussy-les-Forges
- Cuy

## D
Dannemoine
- Dicy
- Diges
- Dissangis
- Dixmont
- Dollot
- Domats
- Domecy-sur-Cure
- Domecy-sur-le-Vault
- Dracy
- Druyes-les-Belles-Fontaines
- Dyé

## E
Égleny
- Égriselles-le-Bocage
- Épineau-les-Voves
- Épineuil
- Escamps
- Escolives-Sainte-Camille
- Esnon
- Étais-la-Sauvin
- Étaule
- Étigny
- Étivey
- Évry

## F
La Ferté-Loupière
- Festigny
- Flacy
- Fleury-la-Vallée
- Fleys
- Flogny-la-Chapelle
- Foissy-lès-Vézelay
- Foissy-sur-Vanne
- Fontaine-la-Gaillarde
- Fontaines
- Fontenailles
- Fontenay-près-Chablis
- Fontenay-près-Vézelay
- Fontenay-sous-Fouronnes
- Fontenouilles
- Fontenoy
- Fouchères
- Fournaudin
- Fouronnes
- Fresnes
- Fulvy

## G
Germigny
- Gigny
- Girolles
- Gisy-les-Nobles
- Givry
- Gland
- Grandchamp
- Grimault
- Gron
- Guerchy
- Guillon
- Gurgy
- Gy-l'Évêque

## H
Hauterive
- Héry

## I
Irancy
- Island
- L'Isle-sur-Serein

## J
Jaulges
- Joigny
- Jouancy
- Joux-la-Ville
- Jouy
- Jully
- Junay
- Jussy

## L
Laduz
- Lailly
- Lain
- Lainsecq
- Lalande
- Laroche-Saint-Cydroine
- Lasson
- Lavau
- Leugny
- Levis
- Lézinnes
- Lichères-près-Aigremont
- Lichères-sur-Yonne
- Lignorelles
- Ligny-le-Châtel
- Lindry
- Lixy
- Looze
- Lucy-le-Bois
- Lucy-sur-Cure
- Lucy-sur-Yonne

## M
Magny
- Maillot
- Mailly-la-Ville
- Mailly-le-Château
- Malay-le-Grand
- Malay-le-Petit
- Malicorne
- Maligny
- Marchais-Beton
- Marmeaux
- Marsangy
- Massangis
- Mélisey
- Menades
- Mercy
- Méré
- Merry-la-Vallée
- Merry-Sec
- Merry-sur-Yonne
- Mézilles
- Michery
- Migé
- Migennes
- Môlay
- Molesmes
- Molinons
- Molosmes
- Monéteau
- Montacher-Villegardin
- Montigny-la-Resle
- Montillot
- Montréal
- Mont-Saint-Sulpice
- Mouffy
- Moulins-en-Tonnerrois
- Moulins-sur-Ouanne
- Moutiers-en-Puisaye

## N
Nailly
- Neuilly
- Neuvy-Sautour
- Nitry
- Noé
- Noyers
- Nuits

## O
Les Ormes
- Ormoy
- Ouanne

## P
Pacy-sur-Armançon
- Pailly
- Parly
- Paron
- Paroy-en-Othe
- Paroy-sur-Tholon
- Pasilly
- Passy
- Perceneige
- Percey
- Perreux
- Perrigny
- Perrigny-sur-Armançon
- Pierre-Perthuis
- Piffonds
- Pimelles
- Pisy
- Plessis-Saint-Jean
- Poilly-sur-Serein
- Poilly-sur-Tholon
- Pontaubert
- Pontigny
- Pont-sur-Vanne
- Pont-sur-Yonne
- La Postolle
- Pourrain
- Précy-le-Sec
- Précy-sur-Vrin
- Prégilbert
- Préhy
- Provency
- Prunoy

## Q
Quarré-les-Tombes
- Quenne
- Quincerot

## R
Ravières
- Roffey
- Rogny-les-Sept-Écluses
- Ronchères
- Rosoy
- Rousson
- Rouvray
- Rugny

## S
Sacy
- Sainpuits
- Saint-Agnan
- Saint-André-en-Terre-Plaine
- Saint-Aubin-Château-Neuf
- Saint-Aubin-sur-Yonne
- Saint-Brancher
- Saint-Bris-le-Vineux
- Saint-Clément
- Sainte-Colombe
- Sainte-Colombe-sur-Loing
- Saint-Cyr-les-Colons
- Saint-Denis-lès-Sens
- Saint-Denis-sur-Ouanne
- Saint-Fargeau
- Saint-Florentin
- Saint-Georges-sur-Baulche
- Saint-Germain-des-Champs
- Saint-Julien-du-Sault
- Saint-Léger-Vauban
- Saint-Loup-d'Ordon
- Sainte-Magnance
- Saint-Martin-des-Champs
- Saint-Martin-d'Ordon
- Saint-Martin-du-Tertre
- Saint-Martin-sur-Armançon
- Saint-Martin-sur-Ocre
- Saint-Martin-sur-Ouanne
- Saint-Maurice-aux-Riches-Hommes
- Saint-Maurice-le-Vieil
- Saint-Maurice-Thizouaille
- Saint-Moré
- Sainte-Pallaye
- Saint-Père
- Saint-Privé
- Saint-Romain-le-Preux
- Saints-en-Puisaye
- Saint-Sauveur-en-Puisaye
- Saint-Sérotin
- Saint-Valérien
- Sainte-Vertu
- Saligny
- Sambourg
- Santigny
- Sarry
- Sauvigny-le-Beuréal
- Sauvigny-le-Bois
- Savigny-en-Terre-Plaine
- Savigny-sur-Clairis
- Sceaux
- Seignelay
- Sementron
- Senan
- Sennevoy-le-Bas
- Sennevoy-le-Haut
- Sens
- Sépeaux
- Serbonnes
- Sergines
- Sermizelles
- Serrigny
- Sery
- Les Sièges
- Sommecaise
- Sormery
- Soucy
- Sougères-en-Puisaye
- Soumaintrain
- Stigny
- Subligny

## T
Taingy
- Talcy
- Tanlay
- Tannerre-en-Puisaye
- Tharoiseau
- Tharot
- Theil-sur-Vanne
- Thizy
- Thorey
- Thorigny-sur-Oreuse
- Thory
- Thury
- Tissey
- Tonnerre
- Toucy
- Treigny
- Trévilly
- Trichey
- Tronchoy
- Trucy-sur-Yonne
- Turny

## V
Val-de-Mercy
- Vallan
- Vallery
- Vareilles
- Varennes
- Vassy-sous-Pisy
- Vaudeurs
- Vault-de-Lugny
- Vaumort
- Venizy
- Venouse
- Venoy
- Vergigny
- Verlin
- Vermenton
- Vernoy
- Véron
- Vézannes
- Vézelay
- Vézinnes
- Vignes
- Villeblevin
- Villebougis
- Villechétive
- Villecien
- Villefargeau
- Villefranche
- Villemanoche
- Villemer
- Villenavotte
- Villeneuve-la-Dondagre
- Villeneuve-la-Guyard
- Villeneuve-l'Archevêque
- Villeneuve-les-Genêts
- Villeneuve-Saint-Salves
- Villeneuve-sur-Yonne
- Villeperrot
- Villeroy
- Villethierry
- Villevallier
- Villiers-les-Hauts
- Villiers-Louis
- Villiers-Saint-Benoît
- Villiers-sur-Tholon
- Villiers-Vineux
- Villon
- Villy
- Vincelles
- Vincelottes
- Vinneuf
- Vireaux
- Viviers
- Voisines
- Volgré
- Voutenay-sur-Cure

## Y
Yrouerre